# 爱的独角兽
爱的独角兽（简称UOL）是一家位于德国柏林的专业电子竞技组织，成立于2013年8月15日。目前在《反恐精英：全球攻势》和《英雄联盟》项目上有战队参加比赛。 
UOL的《英雄联盟》战队参加獨立國家國協赛区的顶级职业联赛英雄聯盟歐陸聯賽（LCL）。该组织以前在欧洲赛区的英雄聯盟歐洲冠軍聯賽（EULCS，现LEC）有战队参赛，但是在欧洲赛区联盟化改制的过程中，UOL的申请因为财务原因被拒绝。最终UOL选择购买一支LCL的战队来继续参加《英雄联盟》项目的比赛。